# Sandia National Laboratories
Sandia National Laboratories – amerykański instytut naukowo-badawczy w Albuquerque, zajmujący się badaniami naukowymi oraz opracowywaniem technologii w dziedzinie energii i broni nuklearnych. Sandia jest instytutem federalnym Rządu Stanów Zjednoczonych, na zlecenie jednak Departamentu Energii USA, zarządzany jest przez Sandia Corporation, będącą częścią koncernu Lockheed Martin.